# Charles Denman, 5. Baron Denman
Charles Spencer Denman, 5. Baron Denman CBE MC TD (* 7. Juli 1916 in Penrith; † 21. November 2012 in Highden, West Sussex) war ein britischer Peer und Politiker.

## Leben

### Familie und Kriegsdienst
Denman wurde als ältester Sohn von Sir Richard Douglas Denman, 1. Baronet (1876–1957) und dessen Ehefrau Mary Radley Spencer († 1974) geboren. Charles Denham erbte beim Tod seines Vaters am 22. Dezember 1957 dessen Titel als 2. Baronet, of Staffield in the County Cumberland. Im März 1971 erbte er außerdem von seinem Cousin Thomas Denman, 4. Baron Denman den Titel des 5. Baron Denman, of Dovedale in County of Derby. Die beiden Titel sind seitdem miteinander verbunden.
Er besuchte die Shrewsbury School in Shrewsbury in der Grafschaft Shropshire. Während des Zweiten Weltkrieges war Denman im Kriegseinsatz; er diente im Duke of Cornwall’s Light Infantry-Regiment im Mittleren Osten, im Mittelmeer und in Indien. 1943 erhielt er den Rang eines Majors in der Duke of Cornwall’s Light Infantry in der Territorial Army (TA; Territorialheer), der Freiwilligenreserve der British Army. Er wurde für seine Leistungen im Kriegseinsatz mehrfach ausgezeichnet. 1942 wurde ihm das Militärkreuz (Military Cross; M.C.) verliehen. 1947 wurde er mit dem Award of Territorial Decoration (T.D.) ausgezeichnet.

### Politik und sonstige Ämter
1945 trat Denman erfolglos im Wahlkreis Leeds Central in Leeds für die Conservative Party an. Er hatte zahlreiche Ämter inne. Er war Vorsitzender (Chairman) der Marine & General Mutual Life Assurance Society. Er war Direktor (Director) von Consolidated Gold Fields, Direktor (Director) und Senior Advisor der Close Brothers Group plc (einer Holding- und Beteiligungsgesellschaft), sowie Direktor von British Water und Wastewater Ltd. Er war außerdem Direktor von C Tennant, Sons & Co, dem Familienunternehmen von Colin Tennant, 3. Baron Glenconner.
Er war Mitglied des Committee for Middle East Trade (COMET). Er war weiters Präsident (President) der Royal Society for Asia Affairs, Präsident der New Zealand UK Chamber Of Commerce, der gemeinsamen Außenhandelskammer für Großbritannien und Neuseeland, sowie Vize-Präsident (Vice-President) der Middle East Society und der Saudi-British Society. Er war Treuhänder des Kitchener Memorial Fund und der Arab-British Chamber Charitable Foundation.  Er war außerdem zeitweise Governor der Windlesham House School.

## Ehrungen und Auszeichnungen
1976 wurde er zum Commander des Order of the British Empire ernannt. 2011 erhielt er in Auckland den World Class New Zealand Award, in Anerkennung seiner Verdienste um die wirtschaftliche Zusammenarbeit zwischen Großbritannien und Neuseeland; die Auszeichnung nahm er im Alter von 95 Jahren persönlich entgegen.
2004 wurde er auch mit dem Großkreuz des italienischen „Königlichen Ordens Franz' I.“ (Reale Ordine di Francesco I) ausgezeichnet.

## Mitgliedschaft im House of Lords
Mit dem Erbe des Titels des Baron Denman wurde Denman am 20. März 1971 offizielles Mitglied des House of Lords. Er war Mitglied der Conservative Party. Seine Antrittsrede hielt er am 7. November 1973. Im Hansard sind Wortbeiträge Denmans aus den Jahren von 1973 bis 1999 dokumentiert. Im März 1999 meldete er sich im House of Lords zuletzt zu Wort. Seine Mitgliedschaft im House of Lords endete 1999 durch den House of Lords Act 1999.

## Privates
Denman war seit 11. September 1943 mit Sheila Anne Stewart († 1987), der Tochter von Lieutenant-Colonel Algernon Bingham Anstruther Stewart und dessen Ehefrau Edith Evelyn Vivian Stewart, verheiratet. Seitdem war er verwitwet. Aus der Ehe gingen vier Kinder hervor, eine Tochter und drei Söhne. Denman starb im Alter von 96 Jahren Jahre „friedlich“ in seinem Heim.
Titelerbe ist sein ältester Sohn Richard Thomas Stewart Denman (* 1946) als 6. Baron.